# بوتات ويكيبيديا
بوتات ويكيبيديا هي بوتات إنترنت تقوم بمهام في ويكيبيديا، هذه المهام هي التحرير بسرعة وبشكل مستمر، أحد الأمثلة البارزة على ذلك هو إل إس جيه بوت (بالإنجليزية: Lsjbot)‏، الذي قام بإنشاء ملايين المقالات عبر إصدارات اللغات المختلفة من ويكيبيديا.

## مُلخص
غالبًا ما تُستخدم برامج الكمبيوتر التي تسمى «بوت إنترنت» لأداء مهام بسيطة ومُتكررة، مثل تصحيح الأخطاء الإملائية الشائعة والمشكلات الأسلوبية، أو لبدء المقالات مثل إدخالات الجغرافيا بتنسيق قياسي من البيانات الإحصائيَّة. بالإضافة إلى ذلك، هناك روبوتات مصممة لإخطار المحررين تلقائيًا عندما يرتكبون أخطاء تحرير شائعة (مثل علامات الاقتباس غير المتطابقة أو الأقواس غير المتطابقة).
توجد كذلك برامج مُكافحة التخريب مثل بوت يحمل اسم «ClueBot NG» وهيّ مبرمجة لاكتشاف أعمال التخريب وحذفها بسرعة. يمكن للروبوتات الإشارة إلى التعديلات من حسابات معينة أو نطاقات عناوين IP ، كما حدث في وقت إسقاط حادثة الخطوط الجوية الماليزية الرحلة 17 في يوليو 2014 عندما تم الإبلاغ عن إجراء تعديلات عبر عناوين IP التي تسيطر عليها الحكومة الروسية. يجب الموافقة على الروبوتات الموجودة على ويكيبيديا قبل التنشيط.
وفقًا لأندرو ليه، سيكون من الصعب تصور التوسع الحالي في ويكيبيديا لملايين المقالات بدون استخدام مثل هذه الروبوتات.

## أنشطة البوتات
من الأنشطة التي قد تؤديها البوتات:

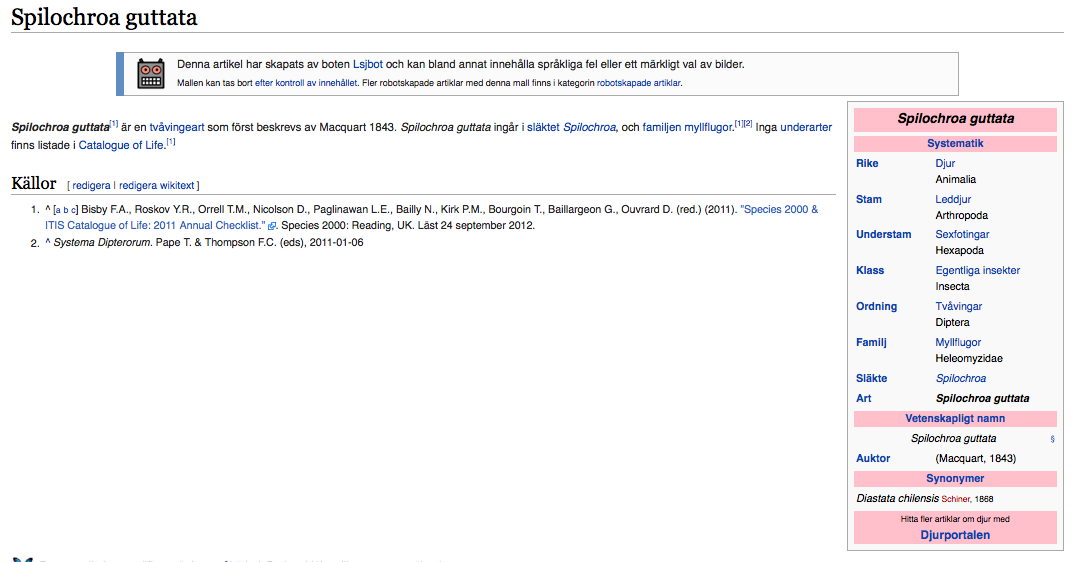
لقطة شاشة لمقالة على ويكيبيديا السويدية أُنْشِئَت بواسطة «إل إس جيه بوت» أحد أبرز بوتات ويكيبيديا

- إنشاء المحتوى: على سبيل المثال عن طريق التوليد الإجرائي (الطريقة التي يتم بها إنشاء البيانات حسابيا بدلا من يدويا)
- إصلاح الأخطاء: مثل تحرير النسخ أو معالجة تعفن الرابط
- إضافة موصلات: مثل الارتباطات التشعبية إلى محتوى في مكان آخر
- وضع علامات على المحتوى مع التسميات
- إصلاح التخريب:مثل ClueBot NG [5][10]
- أرشفة للمناقشات أو المهام التي انتهت أو تَمَّ حلها
- أنظمة لمكافحة البريد الإلكتروني العشوائي
- أنظمة التوصية لتشجيع المستخدمين لاسيما الجُدد

## وصلات داخليَّة

### مقالاتٍ ذاتُ صِلة
- بوت إنترنت

### سياسات البوتات الرَسميَّة
- ويكيبيديا:بوت
- سياسة البوت الرَسميَّة على ويكيبيديا العربيَّة
- عنصر ويكي بيانات، يسرد جميع صفحات مشروع البوت على الويكيميديا